# Fábrica de diplomas

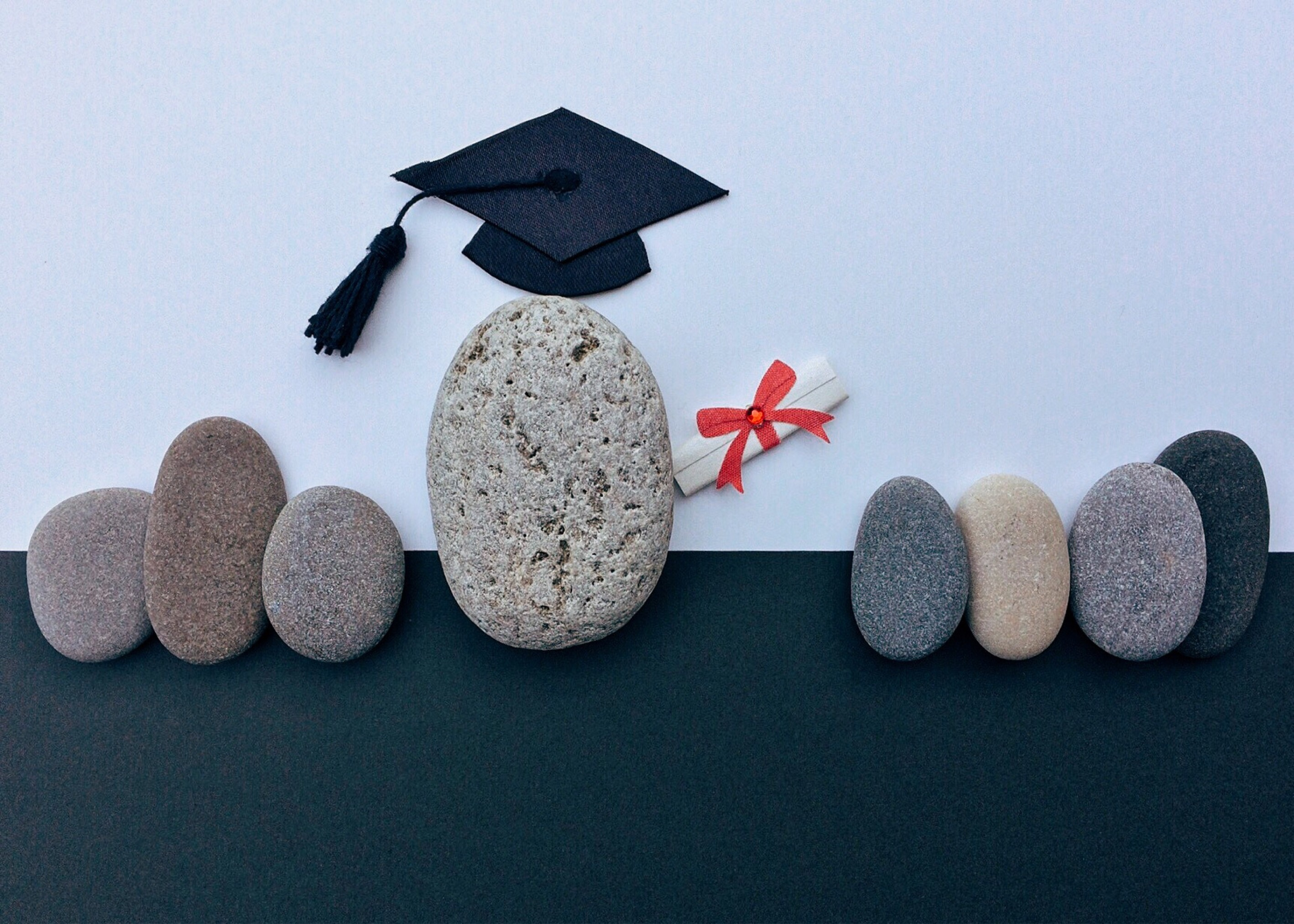
Imagen satírica de una fábrica de diplomas

Una fábrica de diplomas (también conocida como fábrica de títulos) es una compañía u organización que afirma ser una institución educativa alta pero que ofrece títulos académicos y diplomas ilegítimos por una tarifa. Estos grados pueden pretender dar crédito por la experiencia de vida pertinente, pero no deben confundirse con programas legítimos de evaluación de aprendizaje previo. También pueden pretender evaluar la historia de trabajo o exigir la presentación de una tesis o disertación para su evaluación para dar una apariencia de autenticidad. Las fábricas de diplomas son apoyadas con frecuencia por «fábricas de acreditaciones», organizaciones que pretenden otorgar la acreditación educativa a instituciones de educación superior sin tener autoridad gubernamental ni reconocimiento para operar como un acreditador, con el propósito de proporcionar una apariencia de la autenticidad. El término también puede usarse peyorativamente para describir a una institución acreditada con bajos estándares de admisión académica y una baja tasa de colocación laboral. Un individuo puede no ser consciente de que el título que ha obtenido no es totalmente legítimo. En cualquier caso, se plantean cuestiones legales si la calificación se utiliza en currículos.

## Terminología
El término «fábrica de diplomas» denota originalmente una institución que proporciona diplomas de forma intensiva y lucrativa, como una fábrica. En términos más generales, describe cualquier institución que ofrece calificaciones que no están acreditadas y/o que no se basan en una evaluación académica adecuada.
Mientras que los términos «fábrica de títulos» y «fábrica de diplomas» se usan de manera intercambiable, dentro de la comunidad académica a veces se hace una distinción. Una «fábrica de títulos» emite diplomas de instituciones no acreditadas que pueden ser legales en algunos estados, pero son generalmente ilegítimas, mientras que un «fábrica de diplomas» emite diplomas falsificados con los nombres de las universidades reales.
Los diplomas académicos pueden ser concedidos legítimamente sin ningún estudio como reconocimiento de autoridad o experiencia. Cuando son dados extraordinariamente, tales títulos se llaman títulos honorarios o títulos doctor honoris causa. También, en algunas universidades, los titulares de un grado inferior (como un título de grado) pueden ser rutinariamente otorgados grados honorarios más altos (como un título de maestría) sin estudio.
El término «fábrica de diplomas» también puede usarse peyorativamente para describir una institución legítima con bajos estándares de admisión académica y una baja tasa de colocación laboral, como las escuelas con fines de lucro.
Prácticas conexas son la falsificación directa de documentos de certificados y la compra corrupta de títulos de universidades legítimas, aunque no requieren una «fábrica» separada.

## Características
Las fábricas de diplomas comparten una serie de características que las diferencian de las instituciones respetadas, aunque algunas instituciones legítimas pueden exhibir algunas de las mismas características.

### Acreditación y autenticidad
La característica más notable de las fábricas de diplomas es que carecen de acreditación por una agencia de acreditación reconocida a nivel nacional. (Se debe tener en cuenta, sin embargo, que no todas las instituciones no acreditadas de educación superior son fábricas de diplomas). Las fábricas de diplomas, por lo tanto, emplean diversas tácticas en un intento de parecer más legítimas a los estudiantes potenciales.
Algunas fábricas de diplomas reclaman acreditación a su vez por un «fábrica de acreditación» mientras que se refieren a sí mismas como «completamente acreditadas». Las fábricas de acreditaciones con sede en los Estados Unidos pueden modelar sus sitios web sobre la base de agencias de acreditación reales, por ejemplo, las fábricas de acreditaciones con sede en los Estados Unidos modelan sus sitios web sobre la base de agencias de acreditación reales supervisadas por el Consejo de Acreditación de Educación Superior (Council for Higher Education Accreditation, CHEA). Otra táctica típica es que las fábricas afirmen ser reconocidos internacionalmente por organizaciones como la Unesco. La Unesco no tiene autoridad para reconocer o acreditar instituciones u organismos de educación superior y ha publicado advertencias contra organizaciones educativas que reclaman el reconocimiento o la afiliación de la Unesco.
Algunos fábricas de diplomas y títulos han desempeñado un papel en la creación de organismos de acreditación no reconocidos también. Estos fábricas de diplomas y títulos pueden confundir aún más las cosas alegando considerar la historia laboral, la educación profesional y el aprendizaje previo, e incluso pueden requerir la presentación de una tesis de titulación para dar una apariencia adicional de legitimidad.
Como las fábricas de diplomas típicamente poseen licencia para hacer negocios, es práctica común dentro de la industria deturpar su licencia de negocios como indicación de aprobación por parte del gobierno de la institución. Los materiales promocionales pueden utilizar palabras que denotan un estatus legal tales como «con licencia», «autorizada por el Estado» o «aprobada por el Estado» para sugerir una equivalencia a la acreditación.
Algunas anuncian otros indicadores de autenticidad que no son relevantes para las credenciales académicas. Por ejemplo, la Universidad del Norte de Washington anuncia que sus títulos son «atestados y sellados para autenticidad por un notario nombrado por el gobierno». En realidad, la notarización sólo certifica que el documento fue firmado por la persona nombrada.
Los fábricas del diploma se nombran a menudo sonar confusamente similares a esos de instituciones académicas acreditadas prestigiosas. A pesar de que el derecho de marcas está destinado a evitar esta situación, las fábricas de diplomas siguen empleando diversos métodos para evitar el recurso legal. Varias fábricas de diplomas adoptan nombres británicos, parecidos pero no idénticos a los nombres de universidades legítimas, aparentemente para aprovechar la reputación del Reino Unido de calidad educativa en otras partes del mundo. Algunos ejemplos de nombres británicos utilizados por las fábricas de diplomas son «Universidad Shaftesbury», «Universidad de Dunham», «Universidad Redding» y «Universidad Suffield».
Es posible que el sitio web de la escuela no tenga un dominio .edu u otro equivalente específico del país, ya que normalmente se restringe el registro de dichos nombres. Sin embargo, la aplicación ha sido a veces menos restrictiva, y un dominio .edu no puede tomarse como una verificación de la calidad o reputación de la escuela. Algunas fábricas de diplomas usan un nombre de dominio de primer nivel .ac, que se asemeja a nombres de dominio académicos de segundo nivel como ac.uk, pero que de hecho es el dominio de nivel superior geográfico de Isla Ascensión. Para evitar el uso indebido de sus nombres de esta manera, algunas instituciones académicas legítimas han registrado los dominios .ac.

### Enseñanza
En comparación con las instituciones legítimas, los fábricas de diplomas tienden a tener drásticamente bajos requisitos académicos, si es que los hay. Dependiendo de la institución, los estudiantes pueden ser obligados a comprar libros de texto, tomar pruebas, y presentar la tarea, pero los títulos se confieren comúnmente después de poco o ningún estudio.
En lugar de las «ciencias duras», donde la competencia es más fácil de verificar, los temas ofrecidos por una fábrica de diplomas son a menudo esotéricos y pueden basarse en una pseudociencia como la astrología o naturopatía. Tales temas son vagamente definidos, dificultando la verificación externa de las normas educativas.
Los fábricas de diplomas suelen ofrecer poca o ninguna interacción con los profesores. Incluso si los comentarios y correcciones a los cursos se dan, pueden no tener relación con el título que se otorga. En otros casos los profesores pueden servir solamente para escribir los elogios al estudiante que se pueden dar como referencias.

### Instalaciones
Dado que las fábricas de diplomas proporcionan poco en el camino de la enseñanza, por lo general no hay necesidad de instalaciones de enseñanza. La escuela tiende a no tener biblioteca, personal, publicaciones o investigación. En resumen, muy poco que sea tangible se puede encontrar sobre la institución. Si se ofrece enseñanza, los profesores pueden poseer títulos avanzados de la propia fábrica de diplomas o de otras instituciones no acreditadas. También pueden tener cualificaciones legítimas que no guardan relación con el tema que enseñan.
Las tesis doctorales y las disertaciones de la institución no estarán disponibles en la propia biblioteca de la institución, si la tiene, o en el caso de los Estados Unidos, en ProQuest, un repositorio nacional. La dirección dada por la institución falsa a menudo es un buzón postal, servicio de reenvío de correo o número de serie. Hay instituciones legítimas de educación a distancia con instalaciones limitadas, pero las universidades legítimas hacen su autoridad clara. Para los académicos, las publicaciones en revistas científicas revisadas por pares son importantes para establecer credenciales científicas. Sin embargo, en las fábricas de diplomas, la investigación es ausente, falsa o puramente autopublicada sin ninguna revisión externa. Esto puede ser difícil de detectar, ya que las revistas falsas también existen. Las páginas web de la facultad con bios y la investigación pueden incluso ser robadas de universidades legítimas.

### Promoción y tarifas
Los compradores utilizan a menudo los diplomas para reclamar credenciales académicas para su uso en la obtención de empleo. Por ejemplo, un maestro de escuela podría comprar un grado de una fábrica de diploma para avanzar a superintendente. Los títulos de una fábrica de diploma se pueden obtener dentro de unos días, semanas o meses desde el momento de la inscripción. El crédito académico se puede ofrecer para la «experiencia de la vida», un punto presentado de manera particular en los puntos de venta de la institución. Esto no debe confundirse con los programas legítimos que ofrecen evaluación de aprendizaje previo, que permiten a los estudiantes obtener crédito académico basado en la formación pasada, la experiencia o el estudio independiente. Esto usualmente requiere una prueba que el estudiante puede fallar; una fábrica de diplomas otorgará el grado independientemente de los resultados.
Las matrículas y los honorarios se cobran por cada título, más que por término o por curso. Las fábricas del diplomas se anuncian a menudo usando correo basura en correo electrónico u otros métodos cuestionables. Las instituciones legítimas utilizan la publicidad tradicional y el reclutamiento de la escuela secundaria. Se anima a los estudiantes potenciales a «inscribirse ahora» antes de que la matrícula o los honorarios sean aumentados. Se les puede decir que califican para una beca, o se ofrecen acuerdos para inscribirse en múltiples títulos al mismo tiempo. La literatura promocional puede contener errores gramaticales y de ortografía, palabras en latín, lenguaje extravagante o pretencioso y diplomas de muestra. El sitio web de la escuela puede parecer aficionado o no profesional.

## Consideraciones legales
Los diplomas y títulos emitidos por las fábricas de diplomas se han utilizado para obtener empleos, aumentos o clientes. Incluso si la emisión o la obtención de una calificación de fábrica de diplomas es legal, pasarla como acreditada para beneficio personal es un crimen en muchas jurisdicciones. En algunos casos, la fábrica de diplomas puede ser culpable de un delito, si supiera o deba saber que las calificaciones que emite se utilizan con fines fraudulentos. Las fábricas de diplomas también podrían ser culpables de fraude si engañan a los clientes para que crean que las calificaciones que emiten son acreditadas o reconocidas, o hacen afirmaciones falsas de que conducirán al ascenso profesional y aceptan dinero sobre la base de estas reclamaciones.
Al igual que los paraísos fiscales, los fábricas de diplomas suelen emplear arbitraje jurisdiccional, operando en otro país o jurisdicción legal donde llevar a cabo fábricas de diplomas es legal, las normas son laxas o la acusación es poco probable. La división del negocio a través de las jurisdicciones puede ser una manera de evitar las autoridades. Una escuela puede operar en una jurisdicción, pero usar una dirección de correo en una jurisdicción diferente, por ejemplo. Cuando se sitúa en un país propicio para las fábricas de diplomas, la escuela a menudo no tiene estudiantes de ese país y/o es dirigida enteramente por personal no nativo.
Algunas instituciones no acreditadas incluyen renuncias en cuanto a la acreditación en la letra pequeña de sus contratos.
El autor John Bear, un experto en educación a distancia y fábricas de diplomas, ha escrito que los títulos falsos son riesgosos para los compradores y consumidores:

«Es como poner una bomba de tiempo en su currículum. Podría explotar en cualquier momento, con consecuencias nefastas. Las personas que venden grados falsos probablemente nunca sufrir en absoluto, pero las personas que los compran a menudo sufren mucho. Si su «título» es relacionado con la salud, sus clientes pueden ser gravemente dañados».